# Никифор Мелисин
Никифор Мелисин (на гръцки: Νικηφόρος Μελισσηνός, около 1045 – 17 ноември 1104 г.) е византийски аристократ и пълководец от втората половина на XI век. През 60-те години на века Никифор Мелисин заема висши управленски длъжности в балканските и малоазийските провинции на империята. След битката при Манцикерт, когато някои от византийските генерали се опитват да заграбят властта в империята, Никифор Мелисин остава верен на император Михаил VII Дука, поради което е заточен от император Никифор III Вотаниат. През 1080 – 1081 г. Никифор Мелисин успява с помощта на селджукските турци да установи контрол върху провинциите в Мала Азия и се обявява за император. След като Алексий Комнин успява да установи контрол над столицата през 1081 г., Никифор Мелисин признава властта му, в замяна на което получава титлата „кесар“. 

## Произход и ранна политическа кариера
Никифор Мелисин е роден около 1045 г., най-вероятно в Дорилей, където семейството му притежава обширни владения. От две страни Никифор произхожда от видни аристократични семейства – баща му е част от фамилията Вурц, а майка му е издънка на престижната фамилия на Мелисините, която води началото си от VIII век и излъчва серия от изтъкнати пълководци. Около 1067 г. Никифор Мелисин се жени за Евдокия Комнина – дъщеря на доместика на схолите Йоан Комнин и сестра на бъдещия император Алексий I Комнин. Никифор и Евдокия са имали деца, но е известно името на един техен син, който се е наричал Йоан Комнин.
През 60-те години на века Никифор Мелисин, който бил удостоен с ранг магистър, е дука на Триадица (София). През 1070 г. Мелисин е на бойното поле заедно с войските, командвани от неговия шурей – протостратора Мануил Комнин, които се сражавали срещу селджуксите турци в Мала Азия. Византийците обаче били разбити близо до Севастея (днес Сивас), а Мелсинин и Мануил Комнин били пленени от турския главатар, когото византийците наричат Хризоскул. Пленничеството им обаче приключило, след като Манул убедил Хризоскул да премине на страната на ромеите.
Никифор Мелисин остава верен на император Михаил VII Дука по време на въстанието на стратега на Анатоликон Никифор Вотаниат, което избухнало през октомври 1077 г. За награда Михаил VII назначил Никифор за стратег на мястото на Вотаниат, но след победата на последния, който влязъл в Константинопол през април 1078 г. и станал император, Никифор Мелисин е заточен на остров Кос.

### Бунт срещу Вотаниат
През есента на 1080 г. Никифор Мелисин успява да избяга от остров Кос и се завръща в Мала Азия, където успява да привлече на своя страна местното население и да събере значителна войска, съставено главно от турски наемници, с помощта на която вдига въстание срещу Вотаниат. В начинанието си Никифор разчитал предимно на турските подкрепления, като според някои източници той сключил договор с турците, според който им отстъплвал голяма част от земите в Мала Азия. Войските на Малисин успяват да подчинят много от малоазийските градове, които го признали за император. Първоначално император Никифор III Вотаниат заповядал срещу Мелисин да се отправят войските, командвани от Алексий Комнин, който малко преди това потушава въстанията на Никифор Вриений и Никифор Василакий. Алексий Комнин обаче отказал да изпълни заповедта под предлог, че Мелисин му е близък роднина и евентуален неуспех срещу него може да се изтълкува погрешно. Поради тази причина срещу Мелисин били изпратени войски, командвани от евнуха Йоан – придворно протеже на императора. През февруари 1081 войските на Мелисин превземат Никея, където той е приветстван като император, и успяват да разбият силите на евнуха Йоан, с което турците, съюзници на Мелисин, фактически станали владетели на цяла Мала Азия.
През март 1081 г. Мелисин и войските му достигат град Дамалис, където до него достига новината за въстанието на Комнините срещу Вотаниат и обявяването на Алексий Комнин за император. Мелисин изпраща на Алексий Комнин писмо с предложение двамата да си поделят властта над империята, като Алексий управлява западната ѝ част, а за Мелисин остане властта над азиатските провинции, без обаче това да накърни по някакъв начин целостта и солидните основи на държавата. При все това Мелисин също настоявал да получи императорска диадема и пурпурно наметало и да бъде прокламиран за император заедно с Алексий, така че почестите, които ще бъдат отправяни, да са за тях двамата. В отговор Алексий предложил на Никифор Мелисин в замяна на неговото подчинение титлата „кесар“, полагащите ѝ се почести и най-големия град в Тесалия. Въпреки че предложението на Комнините не отговаря на желанията и очакванията на Мелисин, то било прието поради факта, че в този момент успехът на Комнините в подчиняването на столицата вече изглеждал сигурен и не можело да се очаква, че след това те ще бъдат също толкова щедри в предложенията си към него.
Междувременно Никифор III Вотаниат се опитва да предотврати подчиняването на града на Комнините, като абдикира в полза на Мелисин. За целта императорът изпраща пратеници до Мелисин, които с помощта на флота да го доведат в града, за да приеме императорската власт. Плановете на Вотаниат пропадат – пратеничеството му не достига до Мелисин, тъй като е пресрещнато от Георги Палеолог, който убедил моряците да минат на страната на Комнините. В крайна сметка на 1 април силите на Алексий Комнин влизат в града и успяват да установяват пълен контрол над столицата, а на 8 април 1081 г. Никифор Мелисин влиза в града. Алексий I Комнин удържа на думата си и удостоява Никифор Мелисин с титлата „кесар“ и го назначава за управител на Солун, предоставяйки му и част от приходите на града. Тъй като Никифор получава титла, която дотогава е втора по важност след тази на василевса, а Алексий I Комнин се страхувал от амбициите на зет си, новият император удостоил брат си Исак с новосъздадената титла „севастократор“, която изместила по важност кесарската титла на Мелисин.

## Служба при Комнините
След като признава върховната власт на Комнин, Никифор Мелсин остава верен на новия император и продължава да му служи до края на живота си.
През есента на 1081 г. Мелисин придружава василевса в походите му срещу норманите на Робер Жискар. В битката при Дирахиум, в която ромеите претърпяват пълно поражение от норманите, Никифор Мелисин командва дясното крило на ромейската армия.
През 1083 г., по време на битката за Лариса, обсадена от норманите начело с Боемунд, Никифор Мелсин е използван от император Алексий I като примамка за норманските войски: императорът връчил на Мелисин императорските инсигнии и го поставил начело на отряд от армията, който норманите тръгнали да преследват, смятайки, че това са основните сили на ромеите. Докато норманите преследвали отряда на дегизирания като император Мелисин, Алексий I и основната част от армията му атакували и плячкосали лагера на норманите, принуждавайки Боемунд да вдигне обсадата и да се оттегли.
През август 1087 Никифор Мелисин командва лявото крило на ромейската армия в битката при Дръстър срещу печенегите. Битката завършва с тежка загуба за ромеите, а Мелисини и много други от тях попадат в плен на печенегите. В своята Алексиада Анна Комнина разказва, че главатарите на печенегите първоначално планират да избият всички пленени в битката ромеи, но в общо събрание народът не позволил това да стане, тъй като кесарят Никифор Мелисин успял да убеди мнозинството от печенегите, че е по-изгодно животът на пленниците да бъде разменен срещу откуп. Предложението на Мелисин било обмислено и прието от печенегите, а за сделката и нейната цена императорът научил в Берое, където били получени писма от пленения Мелисини. След като получил достатъчно пари от столицата, императорът откупил Мелисин и останалите пленени пълководци и войници.
През пролетта на 1091 г. Никифор Мелисин е изпратен от императора в Енос, за да събере войска измежду българите и влашките чергари. Войските, които Мелисин успял да събере, се присъединили навреме към императорските сили малко преди битката при Левунион, макар че при пристигането им първоначално те били объркани от ромеите за печенежка войска. Задълженията по набирането на допълнителни попълнения за войската обаче попречили на самия Мелисин да пристигне навреме за битката при Левунион на 29 април – кесарят пристига един ден по-късно, поради което трябвало да научи от разказите на императора за събитията, довели до разгрома на варварските орди.
Малко по-късно през същата година кесарят Мелисин присъства на семейния съвет на Комнините във Филипол, случил се по повод обвиненията в подготовка на бунт, отправени от Теофилакт Охридски срещу дука на Дирахиум Йоан Комнин, който е син на севастократора Исак Комнин и племенник на император Алексий I. На това събрание севастократор Исак Комнин обвинява лично кесаря Мелисин и брат си Адриан в разпространението на клевети срещу сина му.
По време на кампанията срещу куманите от 1095 г. Никифор Мелисини, Георги Палеолог и Йоан Таронит получават задачата да защитават Берое и околностите му от куманските атаки. Във връзка с тези събития за Никифор Мелисин се споменава за последно в Алексиадата на Анна Комнина.
Кесарят Никифор Мелисин умира на 17 ноември 1104 г.